# Szántó Ignác
Szántó Ignác (? – ?) magyar labdarúgó.

## Sikerei, díjai
Ferencvárosi TC
- Magyar bajnokság
  - bajnok: 1909–10